# Siro
Siro ist ein männlicher und weiblicher Vorname.

## Herkunft und Bedeutung
Der weibliche Vorname Siro stammt aus dem Finnischen und bedeutet anmutig, graziös, schlank.
Der männliche Vorname Siro stammt aus dem Italienischen und bezieht sich auf den heiligen Syrus (San Siro).

## Verbreitung
Der männliche Name kommt in Deutschland recht selten vor. In der Schweiz tragen 492 Personen den Namen (Stand 2023). Die Vergabe ist auch in Schottland und Dänemark nachgewiesen.

## Namensträger
- Siro Borrani (1860–1932), Schweizer römisch-katholischer Geistlicher und Kirchenhistoriker
- Siro Camponogara (* 1977), italienischer Radrennfahrer
- Siro Imber (* 1982), Schweizer Politiker (FDP)
- Siro Marcellini (* 1921), italienischer Filmregisseur
- Siro Silvestri (1913–1997), italienischer römisch-katholischer Bischof